# Карпов, Юрий Иванович
Юрий Иванович Карпов — пристав и воевода во времена правления Ивана IV Васильевича Грозного.
Из дворянского рода Карповы, ветвь Рюриковичи. Младший сын Ивана Семёновича Карпова по прозванию Клык. Имел старшего брата Петра Ивановича.

## Биография
В 1561 году второй воевода в Чебоксарах. В 1564 году при царевиче Кайбуле в Сторожевом полку в Вязьме. В 1565 году при царевиче Ибаке в Передовом полку в Великих Луках. В октябре 1566 года пристав при царевиче Ибаке в Большом полку в походе на помощь Болхову против крымских войск. В апреле 1569 года воевода в Рыльске.
По родословной росписи показан бездетным.